# タイラー・シグペン
タイラー・シグペン（Tyler Thigpen、1984年4月14日 - ）はサウスカロライナ州・ウィンズボロ出身の元アメリカンフットボール選手。現役時代のポジションはクォーターバック。

## 経歴

### プロ入りまで
高校時代、彼はサウスカロライナ州のオールチームのランニングバックとなった。またワイドレシーバー、パンターとしてもプレーし、Pigpenと呼ばれた。
2002年、彼はコースタルカロライナ大学に入団した。2003年に大学のフットボールチームが誕生しビッグ・サウス・カンファレンスに所属した。2003年チームは6勝5敗、2004年には8試合に出場したところで、シーズン絶望となる怪我を肩に負った。チームは10勝1敗でシーズンを終えた。2005年には全11試合に先発出場した。2006年、彼はパス339本中217本を成功、3296ヤードを投げて29タッチダウンをあげると共に113回のランで656ヤードを走り5タッチダウンをあげた。
大学時代彼は4年間で41試合に出場、その内39試合で先発し30勝8敗の成績を残した。彼が在籍した4年間でチームは34勝11敗の成績をあげて、カンファレンスを3年連続制した。ジェローム・シンプソン、マイク・トルバートなど後にNFL選手となるチームメートと共に2005年にはランキング1位校を、2006年にはランキング3位校を破っている。

### NFL
2007年のNFLドラフト7巡でミネソタ・バイキングスに指名された。大学及びカンファレンス初のドラフト指名された選手となった。5月18日、その年ドラフト指名された8人の選手のうち、最初にチームと4年契約を結んだ。プレシーズンゲームでバイキングスはセントルイス・ラムズに10-13で敗れた。彼は第4Qに登場し2回の攻撃シリーズでパス6本中3本成功し29ヤードを投げ2回のスクランブルで18ヤードを稼いだ。この試合はカンザスシティ・チーフスのスカウト及び副社長ビル・クハリッチが観戦していた。ブルックス・ボリンジャー、タバリス・ジャクソン、ドリュー・ヘンソンとロースターを争ったが9月1日にカットされた。バイキングスはその後プラクティス・スクワッドとして契約を考えていた。
いくつかのチームはアクティブロースターに2人のQBしか入れておらず、ケイシー・プリンターズ、ジェフ・テレルをカットしたカンザスシティ・チーフスもその1つであった。バイキングスからカットされた翌日、彼はチーフスと契約した。もともと彼はチーフスのドラフト指名候補に入っており、7巡231位で指名しようと考えていたところ、217番目にバイキングスが先に指名したという経緯があった。チーフスのヘッドコーチ、ハーマン・エドワーズも彼がカットされた場合契約したいと考えていた1人であった。12月12日のサンディエゴ・チャージャーズ戦でデイモン・ヒュアードが負傷した後、10-24で敗れたこの試合の終盤わずかだけプレーし、6本のパス中2本を成功させ41ヤードを獲得、1インターセプトであった。その週の練習で内側側副靭帯を損傷した彼は負傷者リストに入り、シーズンを終えた。
2008年、第3QBであったが、ブロディ・クロイル、デイモン・ヒュアードが相次いでシーズン絶望の怪我を負ったため先発QBに昇格した。9月14日のオークランド・レイダースとの試合で負傷したヒュアードに代わり出場した彼はパス33本中14本を成功、151ヤードを投げた。9月21日のアトランタ・ファルコンズ戦で初先発を果たしたがパス36本中14本成功、128ヤード、3インターセプトの成績で試合も14-38で敗れた。翌週はヒュアードが先発したが、その後クロイル、ヒュアードの2人とも故障者リスト入りしたため、残りシーズンの先発QBとなった。オフェンスコーディネーターのチャン・ゲイリーはこれまでのパワーランニングから、スプレッドオフェンスにゲームプランを変更した。2度目の先発となったニューヨーク・ジェッツ戦ではパス成功率69.4%で280ヤードを投げて2タッチダウン、0インターセプトであった。タンパベイ・バッカニアーズ戦ではワイルドキャット隊形からWRマーク・ブラッドリーからの37ヤードのタッチダウンパスをレシーブした。この試合56.0%のパスを決めて164ヤードを獲得、1タッチダウン、0インターセプトの数字をあげたが27-30で敗れた。この試合で彼はチーフスの選手としては史上5人目（QBでは初）のパス、ラン、レシーブでタッチダウンをあげた選手となった。この試合でチームは24-3で迎えたがリードを守りきれなかった。
この年、11試合で先発出場し、2,608ヤードを獲得、18タッチダウン、12インターセプトの数字を残したが彼が先発した試合は1勝10敗であり、シーズンを通した成績は2勝14敗であった。18タッチダウンパス以外にランで3回、レシーブで1回タッチダウンをあげた。
2009年2月28日、ドラフト2巡指名権と引き換えにチームはマット・キャセルを獲得、新ヘッドコーチのトッド・ヘイリーはキャセルとシグペンで先発の座を争わせると発言したが、彼はキャセル、クロイルに次ぐ第3QBとなった。ジャクソンビル・ジャガーズがドラフト5巡指名権と引き換えのトレードを提案してきたが、チーフスはこれを拒否した。第1週のボルチモア・レイブンズ戦で1回のランで2ヤードを獲得したが、第2週、第3週とアクティブロースターから外れた。
同年9月29日、エースQBのチャド・ペニントンがシーズン絶望となる肩の負傷を負ったマイアミ・ドルフィンズにドラフト指名権と引き換えに移籍した。第17週のピッツバーグ・スティーラーズ戦でチャド・ヘニー、パット・ホワイトが負傷した後、起用されタッチダウンパスを決めたがその後2インターセプトを喫した。
2010年、彼は元先発QBのチャド・ペニントンやパット・ホワイトとの競争に勝ち、第2QBとしてロースターに残った。10月4日のニューイングランド・ペイトリオッツ戦で先発したチャド・ヘニーが3インターセプトを喫した後、途中出場したが、6本のパス中2本成功、15ヤードの獲得で1インターセプトを喫した。第9週にペニントンが先発QBに昇格したがテネシー・タイタンズ戦でペニントン、ヘニーが2人とも負傷したため、途中出場しタッチダウンをあげた。翌週のシカゴ・ベアーズ戦では先発出場したが、次の週にはヘニーが復帰し、先発QBの座を奪われた。11月、チャド・ペニントン、チャド・ヘニーが負傷したため第3Qだった彼に先発のチャンスが与えられたが6サックを浴びてしまった。
2011年、ロックアウト明けの7月、かつてチーフスに所属した際、指導を受けたチャン・ゲイリーヘッドコーチのいるバッファロー・ビルズに加入、3年契約を結んだ。2012年シーズン開幕前、ビルズはヴィンス・ヤングを獲得、シグペンは直前に100万ドルのペイカットに合意して、ビルズに残留した。シーズン終了後、ビルズを退団した。

## 人物
走力に優れておりパワフルな走りを見せることができる。